# Łany Sokołowskie
Łany Sokołowskie (ukr. Лани-Соколівські) – wieś na Ukrainie, w rejonie stryjskim obwodu lwowskiego. Wieś liczy 735 mieszkańców.
W II Rzeczypospolitej do 1934 samodzielna gmina jednostkowa. Następnie należała do zbiorowej wiejskiej gminy Sokołów w powiecie stryjskim w woj. stanisławowskiem. 
W 1940 r. NKWD deportowała na Syberię 30 polskich rodzin (ok. 140 osób). W marcu 1944 nacjonaliści ukraińscy z OUN-UPA zamordowali tutaj 30 Polaków, grabiąc i paląc polskie gospodarstwa.
Po wojnie wieś weszła w struktury administracyjne Związku Radzieckiego.